# Sarmsabun
Il Sarmsabun (in russo Сармсабун?) è un fiume della Russia siberiana occidentale, ramo sorgentizio di destra del Sabun. Scorre nel Nižnevartovskij rajon del Circondario autonomo degli Chanty-Mansi-Jugra.
Il fiume ha origine dagli Uvali siberiani e scorre con direzione mediamente meridionale e sud-orientale attraverso una zona paludosa; alla confluenza con il fiume Glubokij Sabun forma il fiume Sabun (affluente del Vach). Il fiume ha una lunghezza di 246 km e il suo bacino è di 3 530 km². Il maggior affluente, proveniente dalla sinistra idrografica è il Purumsabun (114 km).